# Primera B 1995 (Colombia)
La  Temporada 1995 de la Primera B, conocida como Copa Concasa 1995 por motivos comerciales, fue la Quinta en la historia de la segunda división del fútbol profesional colombiano. Este es conocido como "Torneo Nivelación", ya que solo en el primer semestre del año, con el fin de unificar el siguiente campeonato, el calendario del fútbol colombiano con el europeo.
En esta temporada Atlético Bucaramanga se coronó campeón consiguiendo el ascenso al Campeonato colombiano 1995-96 y Jesús 'Kiko' Barrios fue el máximo goleador.

## Sistema del torneo
Los 14 equipos participantes jugaron una fase de todos contra todos divididos en dos grupos, los tres primeros clasificaron al Hexagonal final y el líder de este logró el ascenso a la Primera A en su temporada 1995-1996.

## Datos de los clubes

### Relevo anual de clubes
| Ascendidos a la Primera A                |
| ---------------------------------------- |
| Deportes Tolima (Campeón Primera B 1994) |

| Descendidos a la Primera B                                                    |
| ----------------------------------------------------------------------------- |
| Atlético Bucaramanga (Último en la reclasificación del Campeonato colombiano) |

| Ascendidos a la Primera B                                                           |
| ----------------------------------------------------------------------------------- |
| Santa Rosa de Cabal (Asciende por la ficha de Ferro Club, campeón de la Primera C.) |

| Descendidos a la Primera C                                         |
| ------------------------------------------------------------------ |
| Deportivo Samarios (Último en la reclasificación de la Primera B ) |

### Equipos participantes
- Atlético Buenaventura vende su ficha y se convierte en el Deportivo Unicosta.
- Bello F. C. reemplaza a Atlético Guadalajara.
- Palmira F. C. cede su ficha al Independiente Popayán.

| Equipo                | Departamento  | Ciudad              | Estadio                        |
| --------------------- | ------------- | ------------------- | ------------------------------ |
| Academia Bogotana     | Bogotá, D. C. | Bogotá              | El Campincito                  |
| Alianza Llanos        | Meta          | Villavicencio       | Manuel Calle Lombana           |
| Alianza Petrolera     | Santander     | Barrancabermeja     | Daniel Villa Zapata            |
| Atlético Bucaramanga  | Santander     | Bucaramanga         | Alfonso López                  |
| Bello F.C.            | Antioquia     | Bello               | Tulio Ospina                   |
| El Cóndor             | Bogotá, D. C. | Bogotá              | El Campincito                  |
| Deportivo Antioquia   | Antioquia     | Itagüí              | Metropolitano Ciudad de Itagüí |
| Deportivo Rionegro    | Antioquia     | Rionegro            | Alberto Grisales               |
| Deportivo Unicosta    | Atlántico     | Barranquilla        | Romelio Martínez               |
| Independiente Popayán | Cauca         | Popayán             | Ciro López                     |
| Fioentina             | Caquetá       | Florencia           | Alberto Buitrago Hoyos         |
| Lanceros Boyacá       | Boyacá        | Tunja               | La Independencia               |
| Real Cartagena        | Bolívar       | Cartagena           | Pedro de Heredia               |
| Santa Rosa de Cabal   | Risaralda     | Santa Rosa de Cabal | Arturo Arbelaez                |

## Todos contra todos
|  |                                  |
|  | Clasificados al Hexagonal final. |
|  | Eliminados.                      |

### Grupo A
| Pos | Equipo               | Pts | PJ | PG | PE | PP | GF | GC |
| --- | -------------------- | --- | -- | -- | -- | -- | -- | -- |
| 1.  | Atlético Bucaramanga | 25  | 12 | 8  | 1  | 3  | 17 | 4  |
| 2.  | Deportivo Unicosta   | 22  | 12 | 8  | 1  | 3  | 20 | 12 |
| 3.  | Real Cartagena       | 18  | 12 | 5  | 3  | 4  | 10 | 9  |
| 4.  | Deportivo Rionegro   | 16  | 12 | 4  | 4  | 4  | 12 | 13 |
| 5.  | Deportivo Antioquia  | 13  | 12 | 3  | 4  | 5  | 13 | 15 |
| 6.  | Alianza Petrolera    | 10  | 12 | 2  | 3  | 7  | 8  | 17 |
| 7.  | Bello F.C.           | 8   | 12 | 1  | 5  | 6  | 5  | 14 |

| Fecha 1             | Fecha 1   | Fecha 1             |
| Equipo Local        | Resultado | Equipo Visitante    |
| ------------------- | --------- | ------------------- |
| Deportivo Rionegro  | 4 - 3     | Deportivo Unicosta  |
| Real Cartagena      | 1 - 0     | Deportivo Antioquia |
| Bucaramanga         | 2 - 0     | Alianza Petrolera   |
| Descansa: Bello F.C |           |                     |

| Fecha 2                  | Fecha 2   | Fecha 2            |
| Equipo Local             | Resultado | Equipo Visitante   |
| ------------------------ | --------- | ------------------ |
| Deportivo Unicosta       | 2 - 0     | Bello F.C.         |
| Deportivo Antioquia      | 1- 0      | Bucaramanga        |
| Alianza Petrolera        | 0 - 0     | Deportivo Rionegro |
| Descansa: Real Cartagena |           |                    |

| Fecha 3                      | Fecha 3   | Fecha 3             |
| Equipo Local                 | Resultado | Equipo Visitante    |
| ---------------------------- | --------- | ------------------- |
| Bello F.C.                   | 2 - 0     | Alianza Petrolera   |
| Deportivo Rionegro           | 0 - 0     | Deportivo Antioquia |
| Bucaramanga                  | 1 - 0     | Real Cartagena      |
| Descansa: Deportivo Unicosta |           |                     |

| Fecha 4                        | Fecha 4   | Fecha 4            |
| Equipo Local                   | Resultado | Equipo Visitante   |
| ------------------------------ | --------- | ------------------ |
| Alianza Petrolera              | 1 - 1     | Deportivo Unicosta |
| Deportivo Antioquia            | 0 - 0     | Bello F.C.         |
| Real Cartagena                 | 1 - 0     | Deportivo Rionegro |
| Descansa: Atlético Bucaramanga |           |                    |

| Fecha 5                     | Fecha 5   | Fecha 5             |
| Equipo Local                | Resultado | Equipo Visitante    |
| --------------------------- | --------- | ------------------- |
| Deportivo Unicosta          | 2 - 1     | Deportivo Antioquia |
| Bello F.C.                  | 0 - 0     | Real Cartagena      |
| Deportivo Rionegro          | 1 - 0     | Bucaramanga         |
| Descansa: Alianza Petrolera |           |                     |

| Fecha 6                      | Fecha 6   | Fecha 6            |
| Equipo Local                 | Resultado | Equipo Visitante   |
| ---------------------------- | --------- | ------------------ |
| Bucaramanga                  | 3 - 0     | Bello F.C.         |
| Real Cartagena               | 0 - 2     | Deportivo Unicosta |
| Deportivo Antioquia          | 3 - 0     | Alianza Petrolera  |
| Descansa: Deportivo Rionegro |           |                    |

| Fecha 7                       | Fecha 7   | Fecha 7            |
| Equipo Local                  | Resultado | Equipo Visitante   |
| ----------------------------- | --------- | ------------------ |
| Deportivo Unicosta            | 0 - 1     | Bucaramanga        |
| Alianza Petrolera             | 1 - 2     | Real Cartagena     |
| Bello F.C.                    | 0 - 0     | Deportivo Rionegro |
| Descansa: Deportivo Antioquia |           |                    |

| Fecha 8              | Fecha 8   | Fecha 8            |
| Equipo Local         | Resultado | Equipo Visitante   |
| -------------------- | --------- | ------------------ |
| Alianza Petrolera    | 1 - 1     | Bucaramanga        |
| Deportivo Unicosta   | 2 - 0     | Deportivo Rionegro |
| Deportivo Antioquia  | 1 - 1     | Real Cartagena     |
| Descansa: Bello F.C. |           |                    |

| Fecha 9                  | Fecha 9   | Fecha 9             |
| Equipo Local             | Resultado | Equipo Visitante    |
| ------------------------ | --------- | ------------------- |
| Bello F.C.               | 0 - 1     | Deportivo Unicosta  |
| Deportivo Rionegro       | 2 - 0     | Alianza Petrolera   |
| Bucaramanga              | 2 - 0     | Deportivo Antioquia |
| Descansa: Real Cartagena |           |                     |

| Fecha 10                     | Fecha 10  | Fecha 10           |
| Equipo Local                 | Resultado | Equipo Visitante   |
| ---------------------------- | --------- | ------------------ |
| Alianza Petrolera            | 0 - 0     | Bello F.C.         |
| Deportivo Antioquia          | 3 - 1     | Deportivo Rionegro |
| Real Cartagena               | 1 - 0     | Bucaramanga        |
| Descansa: Deportivo Unicosta |           |                    |

| Fecha 11                       | Fecha 11  | Fecha 11            |
| Equipo Local                   | Resultado | Equipo Visitante    |
| ------------------------------ | --------- | ------------------- |
| Deportivo Unicosta             | 3 - 0     | Alianza Petrolera   |
| Deportivo Rionegro             | 1 - 1     | Real Cartagena      |
| Bello F.C.                     | 2 - 2     | Deportivo Antioquia |
| Descansa: Atlético Bucaramanga |           |                     |

| Fecha 12                    | Fecha 12  | Fecha 12           |
| Equipo Local                | Resultado | Equipo Visitante   |
| --------------------------- | --------- | ------------------ |
| Real Cartagena              | 2 - 0     | Bello F.C.         |
| Deportivo Antioquia         | 2- 3      | Deportivo Unicosta |
| Bucaramanga                 | 2 - 0     | Deportivo Rionegro |
| Descansa: Alianza Petrolera |           |                    |

| Fecha 13                     | Fecha 13  | Fecha 13            |
| Equipo Local                 | Resultado | Equipo Visitante    |
| ---------------------------- | --------- | ------------------- |
| Deportivo Unicosta           | 1 - 0     | Real Cartagena      |
| Alianza Petrolera            | 3 - 0     | Deportivo Antioquia |
| Bello F.C.                   | 0 - 2     | Bucaramanga         |
| Descansa: Deportivo Rionegro |           |                     |

| Fecha 14                      | Fecha 14  | Fecha 14           |
| Equipo Local                  | Resultado | Equipo Visitante   |
| ----------------------------- | --------- | ------------------ |
| Real Cartagena                | 1 - 2     | Alianza Petrolera  |
| Deportivo Rionegro            | 3 - 2     | Bello F.C.         |
| Bucaramanga                   | 3 - 0     | Deportivo Unicosta |
| Descansa: Deportivo Antioquia |           |                    |

### Grupo B
| Pos | Equipo                | Pts | PJ | PG | PE | PP | GF | GC |
| --- | --------------------- | --- | -- | -- | -- | -- | -- | -- |
| 1.  | Alianza Llanos        | 22  | 12 | 6  | 4  | 2  | 17 | 7  |
| 2.  | Lanceros Boyacá       | 22  | 12 | 6  | 4  | 2  | 18 | 9  |
| 3.  | El Cóndor             | 22  | 12 | 6  | 4  | 2  | 9  | 7  |
| 4.  | Independiente Popayán | 18  | 12 | 5  | 3  | 4  | 17 | 10 |
| 5.  | Santa Rosa de Cabal   | 16  | 12 | 4  | 4  | 4  | 8  | 9  |
| 6.  | Academia Bogotana     | 9   | 12 | 2  | 3  | 7  | 9  | 18 |
| 7.  | Fiorentina            | 5   | 12 | 1  | 2  | 9  | 3  | 22 |

| Fecha 1             | Fecha 1   | Fecha 1               |
| Equipo Local        | Resultado | Equipo Visitante      |
| ------------------- | --------- | --------------------- |
| Santa Rosa de Cabal | 2 - 1     | Independiente Popayán |
| Fiorentina          | 0 - 0     | Academia Bogotana     |
| Alianza Llanos      | 0 - 0     | Lanceros Boyacá       |
| Descansa: El Cóndor |           |                       |

| Fecha 2               | Fecha 2   | Fecha 2             |
| Equipo Local          | Resultado | Equipo Visitante    |
| --------------------- | --------- | ------------------- |
| Independiente Popayán | 2 - 3     | El Cóndor           |
| Academia Bogotana     | 0 - 2     | Alianza Llanos      |
| Lanceros Boyacá       | 0 - 0     | Santa Rosa de Cabal |
| Descansa: Fiorentina  |           |                     |

| Fecha 3                         | Fecha 3   | Fecha 3           |
| Equipo Local                    | Resultado | Equipo Visitante  |
| ------------------------------- | --------- | ----------------- |
| El Cóndor                       | 1 - 0     | Lanceros Boyacá   |
| Santa Rosa de Cabal             | 0 - 0     | Academia Bogotana |
| Alianza Llanos                  | 2 - 0     | Fiorentina        |
| Descansa: Independiente Popayán |           |                   |

| Fecha 4                  | Fecha 4   | Fecha 4               |
| Equipo Local             | Resultado | Equipo Visitante      |
| ------------------------ | --------- | --------------------- |
| Lanceros Boyacá          | 0 - 1     | Independiente Popayán |
| Academia Bogotana        | 0 -3      | El Cóndor             |
| Fiorentina               | 0 - 1     | Santa Rosa de Cabal   |
| Descansa: Alianza Llanos |           |                       |

| Fecha 5                         | Fecha 5   | Fecha 5           |
| Equipo Local                    | Resultado | Equipo Visitante  |
| ------------------------------- | --------- | ----------------- |
| Independiente Popayán           | 3 - 1     | Academia Bogotana |
| El Cóndor                       | 1 - 0     | Fiorentina        |
| Santa Rosa de Cabal Fútbol Club | 1 - 0     | Alianza Llanos    |
| Descansa: Lanceros Boyacá       |           |                   |

| Fecha 6                     | Fecha 6   | Fecha 6               |
| Equipo Local                | Resultado | Equipo Visitante      |
| --------------------------- | --------- | --------------------- |
| Alianza Llanos              | 3 - 0     | El Cóndor             |
| Fiorentina                  | 1 - 1     | Independiente Popayán |
| Academia Bogotana           | 2 - 4     | Lanceros Boyacá       |
| Descansa: Ferroclub Perrira |           |                       |

| Fecha 7                     | Fecha 7   | Fecha 7             |
| Equipo Local                | Resultado | Equipo Visitante    |
| --------------------------- | --------- | ------------------- |
| Independiente Popayán       | 1 - 1     | Alianza Llanos      |
| Lanceros Boyacá             | 2 - 0     | Fiorentina          |
| El Cóndor                   | 0 - 0     | Santa Rosa de Cabal |
| Descansa: Academia Bogotana |           |                     |

| Fecha 8               | Fecha 8   | Fecha 8             |
| Equipo Local          | Resultado | Equipo Visitante    |
| --------------------- | --------- | ------------------- |
| Lanceros Boyacá       | 1 - 0     | Alianza Llanos      |
| Independiente Popayán | 1 - 0     | Santa Rosa de Cabal |
| Academia Bogotana     | 2 - 0     | Fiorentina          |
| Descansa: El Cóndor   |           |                     |

| Fecha 9              | Fecha 9   | Fecha 9               |
| Equipo Local         | Resultado | Equipo Visitante      |
| -------------------- | --------- | --------------------- |
| El Cóndor            | 1 - 0     | Independiente Popayán |
| Santa Rosa de Cabal  | 0 -1      | Lanceros Boyacá       |
| Alianza Llanos       | 2 - 2     | Academia Bogotana     |
| Descansa: Fiorentina |           |                       |

| Fecha 10                        | Fecha 10  | Fecha 10            |
| Equipo Local                    | Resultado | Equipo Visitante    |
| ------------------------------- | --------- | ------------------- |
| Lanceros Boyacá                 | 0 - 0     | El Cóndor           |
| Academia Bogotana               | 1 - 0     | Santa Rosa de Cabal |
| Fiorentina                      | 0 -1      | Alianza Llanos      |
| Descansa: Independiente Popayán |           |                     |

| Fecha 11                 | Fecha 11  | Fecha 11          |
| Equipo Local             | Resultado | Equipo Visitante  |
| ------------------------ | --------- | ----------------- |
| Independiente Popayán    | 0 - 0     | Lanceros Boyacá   |
| Santa Rosa de Cabal      | 2 - 1     | Fiorentina        |
| El Cóndor                | 1 - 0     | Academia Bogotana |
| Descansa: Alianza Llanos |           |                   |

| Fecha 12                  | Fecha 12  | Fecha 12              |
| Equipo Local              | Resultado | Equipo Visitante      |
| ------------------------- | --------- | --------------------- |
| Fiorentina                | 1 - 0     | El Cóndor             |
| Academia Bogotana         | 0 - 1     | Independiente Popayán |
| Alianza Llanos            | 3 - 0     | Santa Rosa de Cabal   |
| Descansa: Lanceros Boyacá |           |                       |

| Fecha 13                      | Fecha 13  | Fecha 13          |
| Equipo Local                  | Resultado | Equipo Visitante  |
| ----------------------------- | --------- | ----------------- |
| Independiente Popayán         | 5 - 0     | Fiorentina        |
| Lanceros de Boyacá            | 2 - 1     | Academia Bogotana |
| El Cóndor                     | 0 - 0     | Alianza Llanos    |
| Descansa: Santa Rosa de Cabal |           |                   |

| Fecha 14                    | Fecha 14  | Fecha 14              |
| Equipo Local                | Resultado | Equipo Visitante      |
| --------------------------- | --------- | --------------------- |
| Fiorentina                  | 0 - 5     | Lanceros Boyacá       |
| Santa Rosa de Cabal         | 0 - 0     | El Cóndor             |
| Alianza Llanos              | 3 - 2     | Independiente Popayán |
| Descansa: Academia Bogotana |           |                       |

## Hexagonal final
| Pos. | Equipos              | Bon. | PJ | PG | PE | PP | GF | GC | Dif. | Pts. |
| ---- | -------------------- | ---- | -- | -- | -- | -- | -- | -- | ---- | ---- |
| 1.   | Atlético Bucaramanga |      | 10 | 8  | 1  | 1  | 14 | 2  | 12   | 26   |
| 2.   | Lanceros Boyacá      |      | 10 | 6  | 3  | 1  | 14 | 7  | 7    | 21.5 |
| 3.   | Alianza Llanos       |      | 10 | 5  | 2  | 3  | 13 | 13 | 0    | 18   |
| 4.   | Deportivo Unicosta   |      | 10 | 3  | 2  | 5  | 8  | 10 | -2   | 11.5 |
| 5.   | Real Cartagena       |      | 10 | 0  | 5  | 5  | 4  | 12 | -10  | 5    |
| 6.   | El Cóndor            |      | 10 | 0  | 3  | 7  | 5  | 14 | -9   | 3    |

|  |                                             |
|  | Campeón. Asciende a la Categoría Primera A. |
|  | Subcampeón.                                 |
|  | Eliminados.                                 |

| Fecha 1        | Fecha 1   | Fecha 1          |
| Equipo local   | Resultado | Equipo visitante |
| -------------- | --------- | ---------------- |
| El Cóndor      | 0 - 3     | Bucaramanga      |
| Unicosta       | 2 - 0     | Alianza Llanos   |
| Real Cartagena | 0 - 0     | Lanceros         |

| Fecha 2        | Fecha 2   | Fecha 2          |
| Equipo local   | Resultado | Equipo visitante |
| -------------- | --------- | ---------------- |
| Alianza Llanos | 2 - 1     | El Cóndor        |
| Lanceros       | 1- 0      | Unicosta         |
| Bucaramanga    | 1 - 0     | Real Cartagena   |

| Fecha 3        | Fecha 3   | Fecha 3          |
| Equipo local   | Resultado | Equipo visitante |
| -------------- | --------- | ---------------- |
| Lanceros       | 0 - 0     | Bucaramanga      |
| Real Cartagena | 1 - 1     | Alianza Llanos   |
| Unicosta       | 1 - 0     | El Cóndor        |

| Fecha 4        | Fecha 4   | Fecha 4          |
| Equipo local   | Resultado | Equipo visitante |
| -------------- | --------- | ---------------- |
| Unicosta       | 0 - 1     | Bucaramanga      |
| El Cóndor      | 1 - 1     | Real Cartagena   |
| Alianza Llanos | 2 - 2     | Lanceros         |

| Fecha 5        | Fecha 5   | Fecha 5          |
| Equipo local   | Resultado | Equipo visitante |
| -------------- | --------- | ---------------- |
| Lanceros       | 2 - 1     | El Cóndor        |
| Real Cartagena | 0 - 0     | Unicosta         |
| Bucaramanga    | 1 - 0     | Alianza Llanos   |

| Fecha 6        | Fecha 6   | Fecha 6          |
| Equipo local   | Resultado | Equipo visitante |
| -------------- | --------- | ---------------- |
| Bucaramanga    | 1 - 0     | El Cóndor        |
| Lanceros       | 1 - 0     | Real Cartagena   |
| Alianza Llanos | 1 - 0     | Unicosta         |

| Fecha 7        | Fecha 7   | Fecha 7          |
| Equipo local   | Resultado | Equipo visitante |
| -------------- | --------- | ---------------- |
| Unicosta       | 1 - 2     | Lanceros         |
| Real Cartagena | 0 - 2     | Bucaramanga      |
| El Cóndor      | 0 - 1     | Alianza Llanos   |

| Fecha 8        | Fecha 8   | Fecha 8          |
| Equipo local   | Resultado | Equipo visitante |
| -------------- | --------- | ---------------- |
| Bucaramanga    | 1 - 0     | Lanceros         |
| Alianza Llanos | 2 - 0     | Real Cartagena   |
| Unicosta       | 1 - 1     | El Cóndor        |

| Fecha 9        | Fecha 9   | Fecha 9          |
| Equipo local   | Resultado | Equipo visitante |
| -------------- | --------- | ---------------- |
| Lanceros       | 5 - 2     | Alianza Llanos   |
| Real Cartagena | 1 - 1     | El Cóndor        |
| Bucaramanga    | 3 - 0     | Unicosta         |

| Fecha 10       | Fecha 10  | Fecha 10         |
| Equipo local   | Resultado | Equipo visitante |
| -------------- | --------- | ---------------- |
| El Cóndor      | 0 - 1     | Lanceros         |
| Unicosta       | 3 - 1     | Real Cartagena   |
| Alianza Llanos | 2 - 1     | Bucaramanga      |

|                                          |
| Bandera de Colombia                      |
| Campeón Atlético Bucaramanga 1.er título |

## Estadísticas

### Goleadores
| Jugador              | Equipos              | Goles |
| -------------------- | -------------------- | ----- |
| Jesús 'Kiko' Barrios | Atlético Bucaramanga | 12    |
| Winston Girón        | Lanceros Boyacá      | 10    |
| Víctor Medina Gómez  | Deportivo Unicosta   | 7     |

### Reclasificación anual
| Pos. | Equipos               | PJ | PG | PE | PP | GF | GC | Dif. | Pts. |
| 1.   | Atlético Bucaramanga  | 22 | 16 | 2  | 4  | 31 | 6  | 25   | 50   |
| 2.   | Lanceros Boyacá       | 22 | 12 | 7  | 3  | 32 | 16 | 16   | 43   |
| 3.   | Alianza Llanos        | 22 | 11 | 6  | 5  | 30 | 20 | 10   | 39   |
| 4.   | Deportivo Unicosta    | 22 | 11 | 3  | 8  | 28 | 22 | 6    | 39   |
| 5.   | El Cóndor             | 22 | 6  | 7  | 9  | 14 | 21 | -7   | 25   |
| 6.   | Real Cartagena        | 22 | 5  | 8  | 9  | 14 | 21 | -7   | 23   |
| 7.   | Independiente Popayán | 12 | 5  | 3  | 4  | 17 | 10 | 7    | 18   |
| 8.   | Deportivo Rionegro    | 12 | 4  | 4  | 4  | 12 | 13 | -1   | 16   |
| 9.   | Santa Rosa de Cabal   | 12 | 4  | 4  | 4  | 8  | 9  | -1   | 16   |
| 10.  | Deportivo Antioquía   | 12 | 3  | 4  | 5  | 13 | 15 | -2   | 13   |
| 11.  | Alianza Petrolera     | 12 | 2  | 4  | 6  | 8  | 17 | -9   | 10   |
| 12.  | Academia Bogotana     | 12 | 2  | 3  | 7  | 9  | 18 | -9   | 9    |
| 13.  | Bello F.C.            | 12 | 1  | 5  | 6  | 5  | 14 | -9   | 8    |
| 14.  | Fiorentina Caquetá    | 12 | 1  | 2  | 9  | 3  | 22 | -19  | 5    |